# 신시내티 레드 스타킹스
신시내티 레드 스타킹스(Cincinnati Red Stockings)은 세계 최초의 프로 야구 팀이다.
'전미야구선수협회'(National Association of Base Ball Players, NABBP)에서 속해 있던 팀 중에서 좋은 성적을 거두었던 팀을 오하이오의 사업가들과 영국 출신의 야구 선수 해리 라이터가 신시내티로 연고지를 이동하였다. 경기 성적이 훌륭했던 덕에 레드 스타킹스 팀은 전국을 돌아다니면서 경기를 가졌다.
레드 스타킹스 팀이 만들어 낸 유니폼 스타일이나 팀의 별칭과 같은 것들이 21세기인 지금도 통용이 되는데, 팀의 상징색인 붉은색은 지금 신시내티 야구팀의 색깔이며 보스턴 레드삭스 팀의 붉은색 사용에도 영향을 미쳤다.